# Lemniscaat van Bernoulli

Lemniscaat als meetkundige plaats

De lemniscaat van Bernoulli, Grieks: λημνίσκος, band, is een wiskundige kromme, werd door Jakob Bernoulli voorgesteld in een artikel in zijn tijdschrift Acta Eruditorum uit 1694 en staat model voor het symbool voor oneindig ∞ in de wiskunde.
De lemniscaat van Bernoulli is de voetpuntskromme van een hyperbool met als vast punt het middelpunt.

## Definities
De lemniscaat kan op verschillende manieren worden gedefinieerd. Het is de figuur met een van de volgende vergelijkingen.
- cartesiaanse vergelijking:

{\displaystyle (x^{2}+y^{2})^{2}=2a^{2}(x^{2}-y^{2})}
- polaire vergelijking:

{\displaystyle r=a{\sqrt {2\cos {2\theta }}}}
- parametervergelijking met parameter {\displaystyle t}, uit de polaire vergelijking af te leiden:

{\displaystyle x(t)={\frac {a{\sqrt {2}}\cos(t)}{1+\sin(t)^{2}}}}
{\displaystyle y(t)={\frac {a{\sqrt {2}}\sin(t)\cos(t)}{1+\sin(t)^{2}}}}
- meetkundige plaats van de punten {\displaystyle P} waarvoor geldt dat het product van de afstanden tot twee vaste brandpunten {\displaystyle F_{1}} en {\displaystyle F_{2}} gelijk is aan het kwadraat van de helft van de onderlinge afstand tussen deze twee vaste punten. De lemniscaat van Bernouilli is hiermee een bijzonder geval van de ovalen van Cassini

Met de punten {\displaystyle F_{1}=(-a,0)} en {\displaystyle F_{2}=(a,0)} is {\displaystyle |PF_{1}|\cdot |PF_{2}|=a^{2}}.

## Eigenschappen
- De bovengedefinieerde lemniscaat heeft een dubbelpunt in de oorsprong.
- De oppervlakte van elk van beide door de bovengedefinieerde lemniscaat omsloten gebieden is {\displaystyle a^{2}}.